# Anaectocalyx latifolia
Anaectocalyx latifolia är en tvåhjärtbladig växtart som beskrevs av Célestin Alfred Cogniaux. Anaectocalyx latifolia ingår i släktet Anaectocalyx och familjen Melastomataceae. Inga underarter finns listade i Catalogue of Life.